# Paramyia formosana
Paramyia formosana är en tvåvingeart som beskrevs av Papp 2001. Paramyia formosana ingår i släktet Paramyia och familjen sprickflugor.
Artens utbredningsområde är Taiwan. Inga underarter finns listade i Catalogue of Life.